# Haniwa
Los Haniwa (埴輪?) son figuras de terracota que fueron elaboradas para su uso en rituales y enterradas como objetos funerarios durante el período Kofun de la historia de Japón, periodo durante el cual se desarrolló una clase aristócrata de gobernantes militares, los cuales quedaron representados en los haniwa.
Los haniwa más importantes fueron encontrados en Honshū, especialmente en la región Kinai, y la parte norte de Kyūshū.
Debido a que los haniwa muestran la vestimenta, arquitectura y herramientas de ese periodo, estas esculturas constituyen un archivo histórico de gran importancia.
Las grandes sepulturas de los emperadores Ōjin (346-395) y Nintoku (395-427), donde aparecieron diversas joyas, armas, sarcófagos de piedra o terracota, cerámica y unas figuras antropomórficas de terracota llamadas haniwa, formadas por un pedestal cilíndrico y un medio busto. Estas estatuillas eran de unos 60 centímetros, sin apenas expresión, tan sólo unas hendiduras en los ojos y la boca, aunque constituyen una muestra de gran relevancia del arte de esta época. Según su vestimenta y utensilios se distinguen diversos oficios en estas figuras, como granjeros, soldados, sacerdotisas, cortesanas, músicos y bailarines. A finales de este período también aparecieron figurillas de animales, especialmente ciervos, perros, caballos, jabalís, gatos, pollos, ovejas y peces.

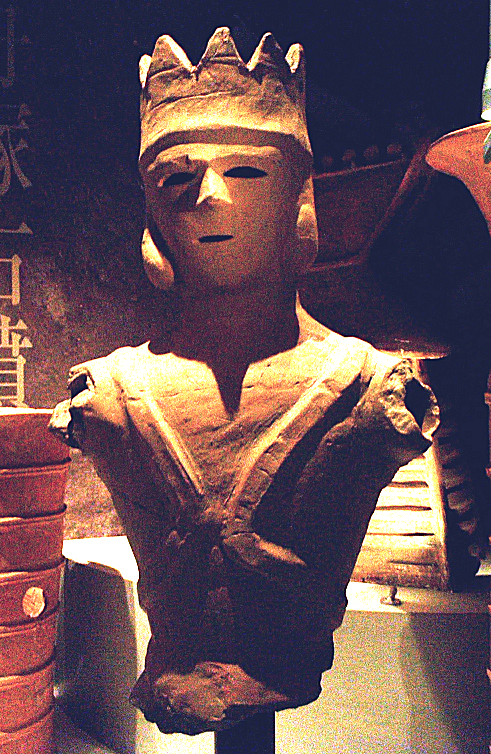
Haniwa de un gobernante (Funazuka Kofun).
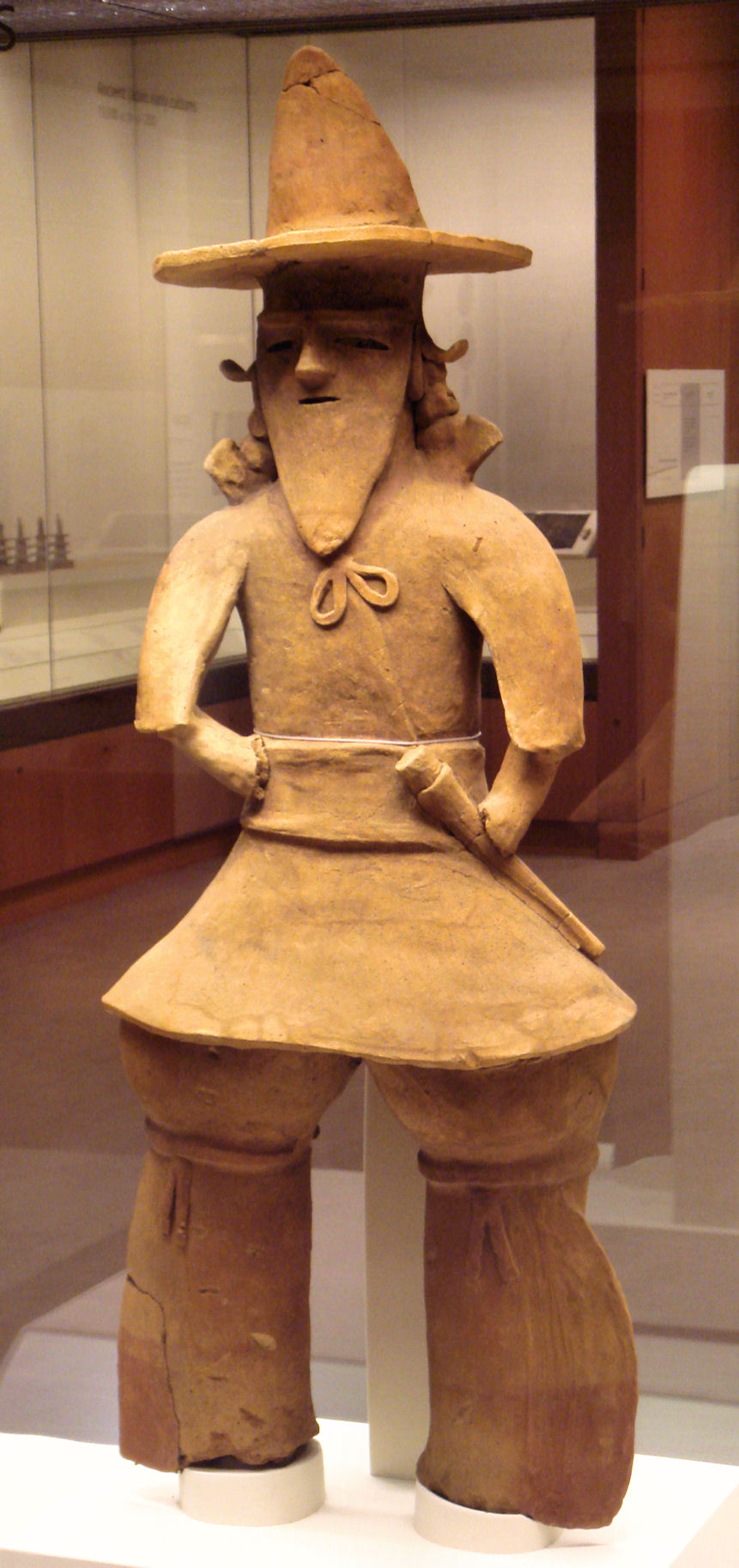
Haniwa de un cacique, Ibaraki, circa 500 AD.
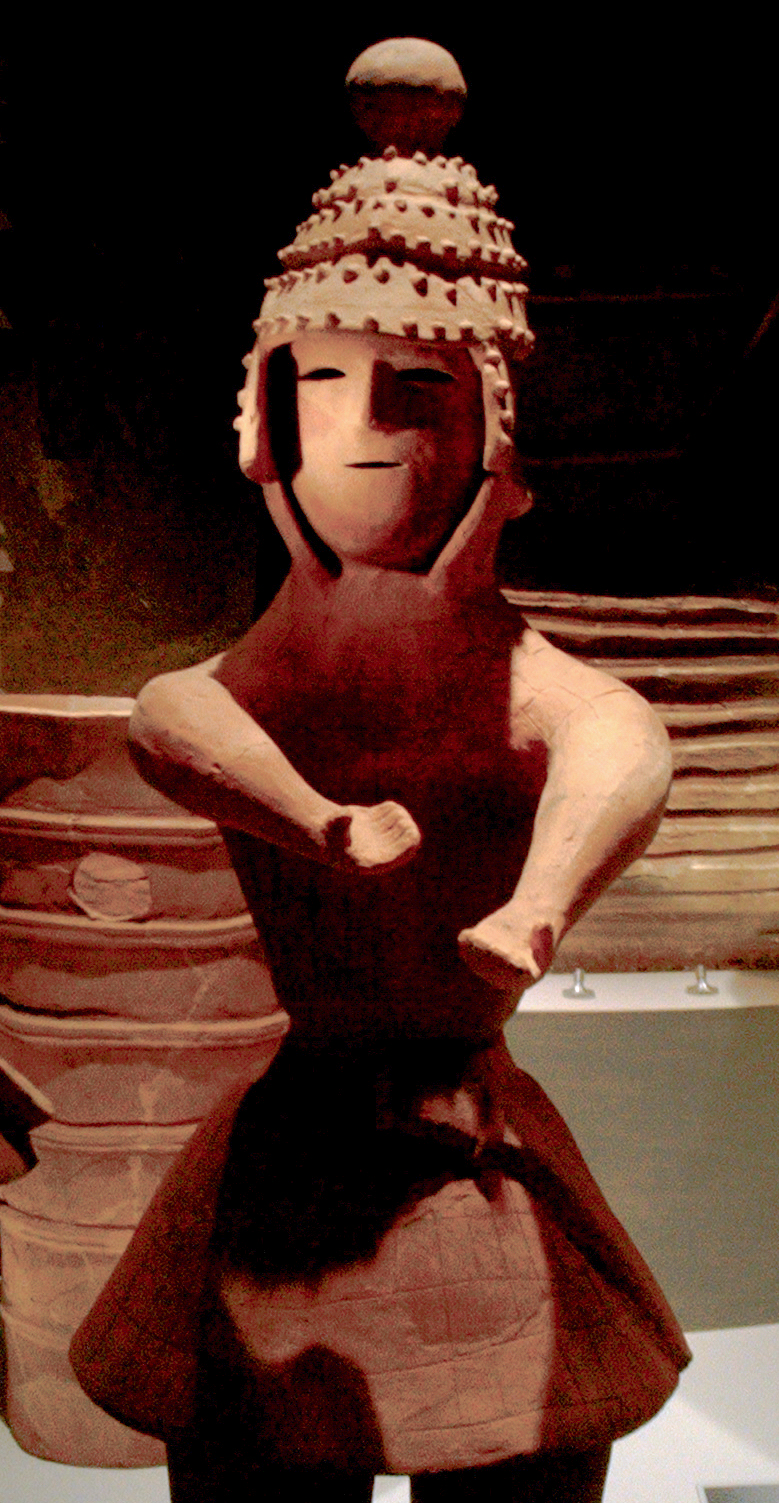
Haniwa de soldado (Funazuka Kofun).
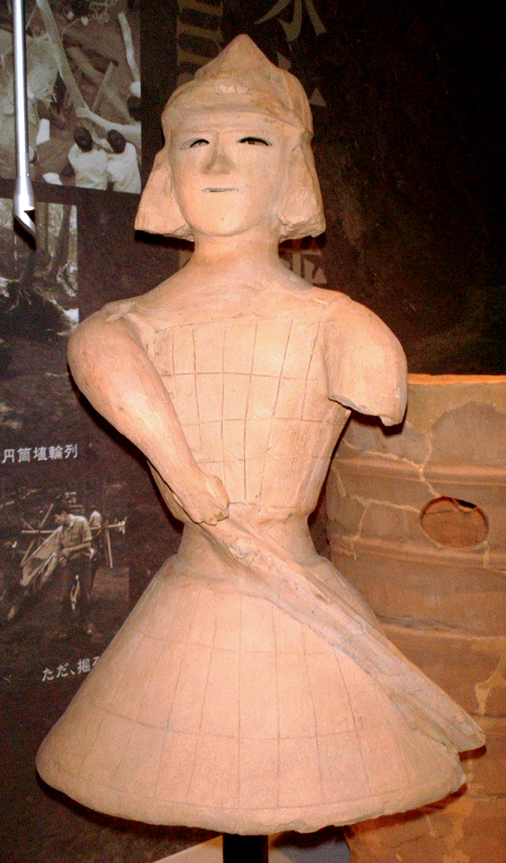
Haniwa de soldado (Funazuka Kofun).
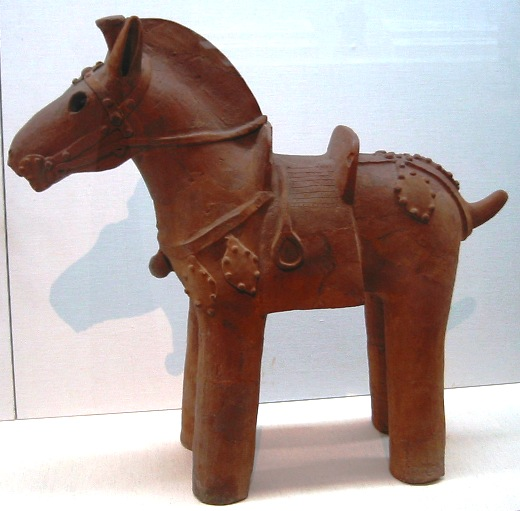
Haniwa de un caballo, completo con silla de montar y estribos, siglo VI.
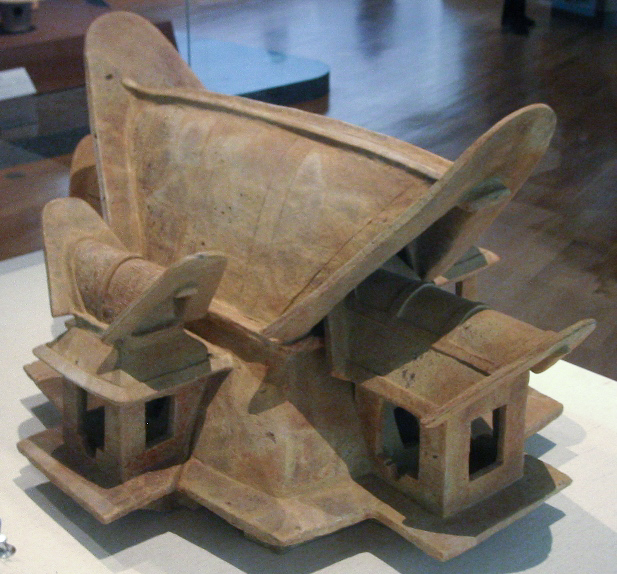
Haniwa de una maqueta funeraria.
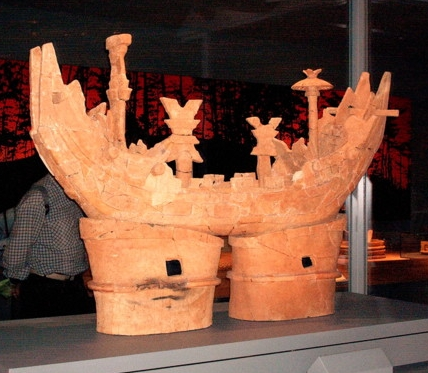
Haniwa de un barco.